# 11831 Chaple
11831 Chaple è un asteroide della fascia principale. Scoperto nel 1984, presenta un'orbita caratterizzata da un semiasse maggiore pari a 2,6457622 au e da un'eccentricità di 0,1559385, inclinata di 3,19240° rispetto all'eclittica.